# Шахрак-е-Санаті-є-Оруміє
Шахрак-е-Санаті-є-Оруміє (Індустріальне містечко Урмія; перс. شهرک صنعتی اروميه‎) — село (промислове містечко) в Ірані, входить до складу дехестану Баш-Калах у Центральному бахші шахрестану Урмія провінції Західний Азербайджан.